# Kori Carter
Kori Carter (Claremont, 3 juni 1992) is een Amerikaanse atlete, die zich heeft toegelegd op het hordelopen.

## Loopbaan
In 2009 behaalde Carter zilver op de 100 m horden bij de wereldkampioenschappen tot 18 jaar (U18).
In 2017 werd ze wereldkampioene op de 400 m horden.

## Titels
- Wereldkampioene 400 m horden - 2017
- Amerikaans kampioene 400 m horden - 2014
- NCAA-kampioene 400 m horden - 2013

## Persoonlijke records
Outdoor
| Onderdeel    | Prestatie | Wind     | Datum         | Plaats      |
| ------------ | --------- | -------- | ------------- | ----------- |
| 200 m        | 23,01 s   | +0,5 m/s | 19 april 2019 | Azusa       |
| 100 m horden | 12,76 s   | +0,1 m/s | 12 mei 2013   | Los Angeles |
| 400 m horden | 52,95 s   |          | 25 juni 2017  | Sacramento  |

Indoor
| Onderdeel   | Prestatie | Datum            | Plaats       |
| ----------- | --------- | ---------------- | ------------ |
| 200 m       | 23,22 s   | 11 februari 2017 | Fayetteville |
| 60 m horden | 8,00 s    | 17 februari 2018 | Albuquerque  |

1980: Bärbel Broschat ·
1983: Jekaterina Fesenko ·
1987: Sabine Busch ·
1991: Tatjana Ledovskaja ·
1993: Sally Gunnell ·
1995: Kim Batten ·
1997: Nezha Bidouane ·
1999: Daimí Pernía ·
2001: Nezha Bidouane ·
2003: Jana Pittman ·
2005: Joelia Petsjonkina ·
2007: Jana Rawlinson ·
2009: Melaine Walker ·
2011: Lashinda Demus ·
2013: Zuzana Hejnová ·
2015: Zuzana Hejnová ·
2017: Kori Carter ·
2019: Dalilah Muhammad ·
2022: Sydney McLaughlin  ·
2023: Femke Bol